# Décimo primeiro Doutor
O Décimo primeiro Doutor (em inglês:  Eleventh Doctor) é uma encarnação do Doutor, o protagonista da série britânica de ficção científica Doctor Who. É interpretado por Matt Smith, e foi introduzido no final do show do episódio especial do dia de ano novo em 2010, assumindo o papel de David Tennant, que interpretou o Décimo Doutor.
Dentro da narrativa da série, o Doutor é um alienígena secular, um Senhor do Tempo do planeta Gallifrey, que viaja no tempo e no espaço em sua TARDIS, frequentemente com companheiros. Quando o Doutor está gravemente ferido, ele pode regenerar seu corpo, mas ao fazê-lo, ganha uma nova aparência física e com ele, uma nova personalidade distinta. Smith retrata a encarnação um homem irascível, mas compassivo, cuja aparência juvenil está em desacordo com o seu temperamento mais exigente e cansado do mundo.

## Visão geral
Embora Steven Moffat pretendesse escolher um ator de meia-idade para interpretar o novo Doutor, Smith foi escolhido com 26 anos. Isso fez dele o mais jovem ator a interpretar o Doutor, três anos mais jovem do que Peter Davison era no momento em que ele começou seu papel como o Quinto Doutor.

## Apresentação
A especulação sobre a identidade do Décimo primeiro Doutor começou em 28 de Junho 2008, quando o penúltimo episódio da quarta série, "The Stolen Earth", terminou como o doutor se regenerando após ser baleado por um Dalek com um raio da morte. A falta de um trailer para a segunda parte, "Journey's End", a mídia e a especulação pública ajudaram Doctor Who a alcançar uma das posições mais altas de audiência na história da série. Os rumores sobre substituições incluíam Catherine Tate (então companheira do Doutor, Donna Noble), Robert Carlyle, Jason Statham, David Morrissey, e James Nesbitt. O Daily Mail também informou as teorias de que dois Doutores poderiam ser criados, eventualmente, o que se comprovou correto.

O Doutor é uma parte muito especial, e é preciso um ator muito especial atuar como ele. Você precisa ser velho e jovem ao mesmo tempo, um boffin e um herói de ação, um menino atrevido e o velho sábio do universo. Assim como Matt entrou pela porta, nos surpreendeu com uma ousada e marca nova visão sobre o Senhor do Tempo, sabíamos que tínhamos o nosso homem.
O produtor executivo Steven Moffat ao apresentar Smith.

Tennant anunciou no National Television Awards em 29 de Outubro de 2008, que ele deixaria o cargo de Doutor porque sentiu que os quatro anos que passou interpretando o personagem foram suficientes para facilitar a transição de Russell T Davies para Steven Moffat como Produtor Executivo. Na época, a BBC News publicou que Paterson Joseph, que apareceu nos episódios de Doctor Who "Bad Wolf" e "The Parting of the Ways", era o favorito nas casas de apostas para suceder Tennant e se escolhido seria o primeiro Doutor negro, seguido por David Morrissey, que estaria aparecendo em 2008 no especial de Natal, "The Next Doctor". Outros candidatos incluíram Sean Pertwee, filho do Terceiro Doutor, o ator Jon Pertwee; Russell Tovey, que interpretou Alonso Frame em 2007, no especial de Natal, "Voyage of the Damned "; e James McAvoy.
Vários produtores foram cautelosos sobre a apresentação de Smith porque sentiram que um homem de 26 anos de idade não poderia interpretar o Doutor adequadamente. O Chefe de Dramaturgia da BBC Wales, Piers Wenger compartilhou o sentimento, mas observou que Smith era capaz o suficiente para desempenhar o papel. A revelação de Smith no papel se deu durante um episódio de Doctor Who Confidential, durante o qual ele descreveu o papel como "um privilégio maravilhoso e um desafio".